# 中共阳曲县委旧址
中共阳曲县委旧址，位于山西省太原市阳曲县黄寨镇黄寨村，已列为山西省文物保护单位。

## 保护
2016年6月6日，中共阳曲县委旧址由山西省人民政府公布为第五批山西省文物保护单位，编号5-131。